# Shanghai Baby
Shanghai Baby è il primo romanzo pubblicato dalla scrittrice cinese Zhou Weihui, edito per la prima volta nel 2000. Ne è stato tratto il film omonimo nel 2007.

## Trama
Ni Ke è una ragazza di 25 anni che vive a Shànghǎi e che gli amici chiamano Coco. Dopo l'università ha lavorato nella redazione di un giornale e ha anche pubblicato una raccolta di racconti, poi si è licenziata per diventare cameriera nella caffetteria Lotti's Bar, dove la divisa consiste in minigonna e camicia di seta. Qui ha conosciuto un bellissimo ragazzo di nome Tiantian, più giovane di un anno, hanno cominciato a uscire insieme e lei si è trasferita da lui alla periferia ovest di Shanghai. Purtroppo Tiantian non riesce ad avere un rapporto sessuale completo e teme di essere assolutamente impotente.
Una sera Tiantian presenta a Coco una bellissima ragazza, Madonna, sua compagna di scuola elementare. Ex tenutaria di una casa d'appuntamenti a Guǎngzhōu, Madonna è diventata miliardaria dopo essere divenuta vedova di un uomo ricchissimo; adesso esce con un ragazzo più giovane, un pittore di nome A-Dick. Madonna li invita a una festa durante la quale Coco incontra uno straniero, un tedesco di nome Mark che vive e lavora a Shanghai. È un uomo attraente, che dimostra un certo interesse per lei, e la riaccompagna a casa in taxi perché Tiantian è completamente ubriaco.
Zhu Sha, la cugina di Coco, divorzia dal marito e viene a vivere a Shanghai a casa degli zii. Coco rincontra Mark a una galleria d'arte, dove Tiantian non è voluto venire, e cade letteralmente nelle sue braccia. L'uomo la porta a casa con sé e vanno a letto insieme.
Tiantian, perennemente depresso, parte per un viaggio verso sud perché detesta l'inverno, rimarrà via almeno due mesi. Coco è molto innamorata di lui, ma a causa della sua disfunzione sessuale ha anche bisogno di Mark. I due si vedono abbastanza regolarmente, anche se scopre che Mark ha una moglie e un figlio. La giovane approfitta della lontananza di Tiantian per scrivere un nuovo romanzo. Sua cugina Zhu Sha si mette insieme a A-Dick, che si è lasciato con Madonna.
Con un colpo di testa tipico di una persona insoddisfatta,  Coco si reca a Pechino in aereo per partecipare alla festa cui l'ha invitata Pu Yong, un musicista conosciuto per lavoro. Tornata a Shanghai va a trovare i genitori che abitano in periferia e si confida con la cugina, ognuna racconta la sua avventura d'amore.
Purtroppo poco dopo Tantian le confida di aver trovato sull'isola di Hǎinán, dove sta passando l'inverno, una cattiva compagnia che l'ha portato all'eroina. Tornato a Shanghai, viene convinto da Coco a entrare in un centro di disintossicazione.  Proprio in questi giorni la madre di Tiantian torna in Cina dopo dieci anni vissuti in Spagna, dove si è risposata. Il ragazzo non vuole più vederla perché attribuisce a lei la morte del padre in un incidente. Il secondo marito della donna vuole aprire un ristorante spagnolo a Shanghai. Quando Tiantian esce dalla clinica rimane molto freddo nei confronti della madre, che invece suscita la compassione di Coco.
Mark è stato promosso e dovrà probabilmente tornare alla sede centrale della sua azienda, in Germania. Intanto la deriva di Tiantian continua, ricade nella spirale dell'eroina. Coco, che pure lo ama, non riesce a resistere al richiamo di Mark e trascorre insieme a lui la sua ultima notte in Cina prima del rimpatrio. Tiantian muore quasi senza accorgersene, nella notte, e Coco riesce finalmente a concludere il suo romanzo che consegna all'editore, e che diventerà Shanghai Baby.

### Accoglienza
In Cina Paese nel quale è ambientato il romanzo, lo stesso è incorso nella censura dello Stato per i contenuti ritenuti spregiudicati e fuorvianti per le generazioni dell'epoca. Tuttavia in altri Paesi che hanno già recepito i cambiamenti e lo stile di vita indicati, per cui è stato trattato come una novità letteraria innovativa per il contesto cinese. 

## Edizioni
- Zhou Weihui, Shanghai baby, traduzione di Yuan Huaqing, collana Biblioteca Universale Rizzoli, Rizzoli, 2007,  p. 320, ISBN 978-88-17-12825-4.